# Muziris wiehlei
Muziris wiehlei là một loài nhện trong họ Salticidae.
Loài này thuộc chi Muziris. Muziris wiehlei được Lucien Berland miêu tả năm 1938.